# Otto Waterstradt
Otto Waterstradt (* 10. Dezember 1888 in Demmin; † 19. September 1972 in Germersheim; vollständiger Name: Otto Friedrich Adolf Waldemar Waterstradt) war ein deutscher Bürgermeister der Stadt Grimmen und Gründer des Altertumsmuseums in Grimmen.

## Leben
Otto Waterstradt wurde als Sohn eines Schneidermeisters in Demmin geboren. Er war verheiratet mit Mathilde Waterstradt geb. Burgdorf. Sie hatten zwei Kinder: Erika Waterstradt und Alfred Waterstradt.
Er war vier Jahre lang Bürgermeister in Franzburg, bevor er am 15. März 1928 in das Amt des Bürgermeisters von Grimmen eingeführt wurde. In dieser Funktion bat er am 15. August 1928 in einem Schreiben an den pommerschen Landeshauptmann Ernst von Zitzewitz um Bewilligung einer Beihilfe der Provinzialregierung zur Einrichtung eines „Altertumsmuseum des Kreises und der Stadt Grimmen“. Waterstradt war Vorsitzender des im Februar 1928 gegründeten Ausschusses, der die Einrichtung eines Stadtmuseums anstrebte. Am 15. September 1929 wurden erste Teile des Museums zur Besichtigung freigegeben.
Am 12. April 1934 erhielt Otto Waterstradt die Urkunde über die Versetzung in den Ruhestand. Sein Nachfolger im Amt des Bürgermeisters wurde im September 1934 Gustav Krakow (NSDAP). Waterstradt arbeitete danach bei einer Versicherung und später als Finanzbeamter in Stettin. Nach dem Krieg war er in Minden, Bielefeld und Düsseldorf tätig und wurde 1953 als Oberregierungsrat pensioniert. 